# Kenia na Letnich Igrzyskach Olimpijskich 2008
Kenię na Letnich Igrzyskach Olimpijskich 2008 reprezentowało 123 zawodników w 5 dyscyplinach.
Był to 12. start reprezentacji Kenii na letnich igrzyskach olimpijskich. 15 zdobytych medali (wszystkie w biegach) było najlepszym wynikiem Kenii w historii występów tego kraju na letnich igrzyskach olimpijskich.

## Zdobyte medale
| Medal  | Zawodnik            | Dyscyplina sportowa | Konkurencja                            |
| ------ | ------------------- | ------------------- | -------------------------------------- |
| Złoto  | Pamela Jelimo       | Lekkoatletyka       | bieg na 800 m kobiet                   |
| Złoto  | Brimin Kipruto      | Lekkoatletyka       | bieg na 3000 m z przeszkodami mężczyzn |
| Złoto  | Wilfred Bungei      | Lekkoatletyka       | bieg na 800 m mężczyzn                 |
| Złoto  | Nancy Langat        | Lekkoatletyka       | bieg na 1500 m kobiet                  |
| Złoto  | Samuel Wanjiru      | Lekkoatletyka       | maraton mężczyzn                       |
| Złoto  | Asbel Kiprop        | Lekkoatletyka       | bieg na 1500 m mężczyzn                |
| Srebro | Janeth Jepkosgei    | Lekkoatletyka       | bieg na 800 m kobiet                   |
| Srebro | Catherine Ndereba   | Lekkoatletyka       | maraton kobiet                         |
| Srebro | Eunice Jepkorir     | Lekkoatletyka       | bieg na 3000 m z przeszkodami kobiet   |
| Srebro | Eliud Kipchoge      | Lekkoatletyka       | bieg na 5000 m mężczyzn                |
| Brąz   | Richard Mateelong   | Lekkoatletyka       | bieg na 3000 m z przeszkodami mężczyzn |
| Brąz   | Micah Kogo          | Lekkoatletyka       | bieg na 10 000 m mężczyzn              |
| Brąz   | Alfred Kirwa Yego   | Lekkoatletyka       | bieg na 800 m mężczyzn                 |
| Brąz   | Edwin Cheruiyot Soi | Lekkoatletyka       | bieg na 5000 m mężczyzn                |